# إيفون غوميز
إيفون غوميز (بالإنجليزية: Yvonne Gómez)‏ هي متزلجة فنية أمريكية، ولدت في 19 ديسمبر 1966 في سان فرانسيسكو في الولايات المتحدة.

## وصلات خارجية
- إيفون غوميز على موقع أوليمبيديا (الإنجليزية)
- إيفون غوميز على موقع IMDb (الإنجليزية)
- إيفون غوميز على موقع قاعدة بيانات الفيلم (الإنجليزية)